# Corpo de Bombeiros Militar do Estado do Ceará

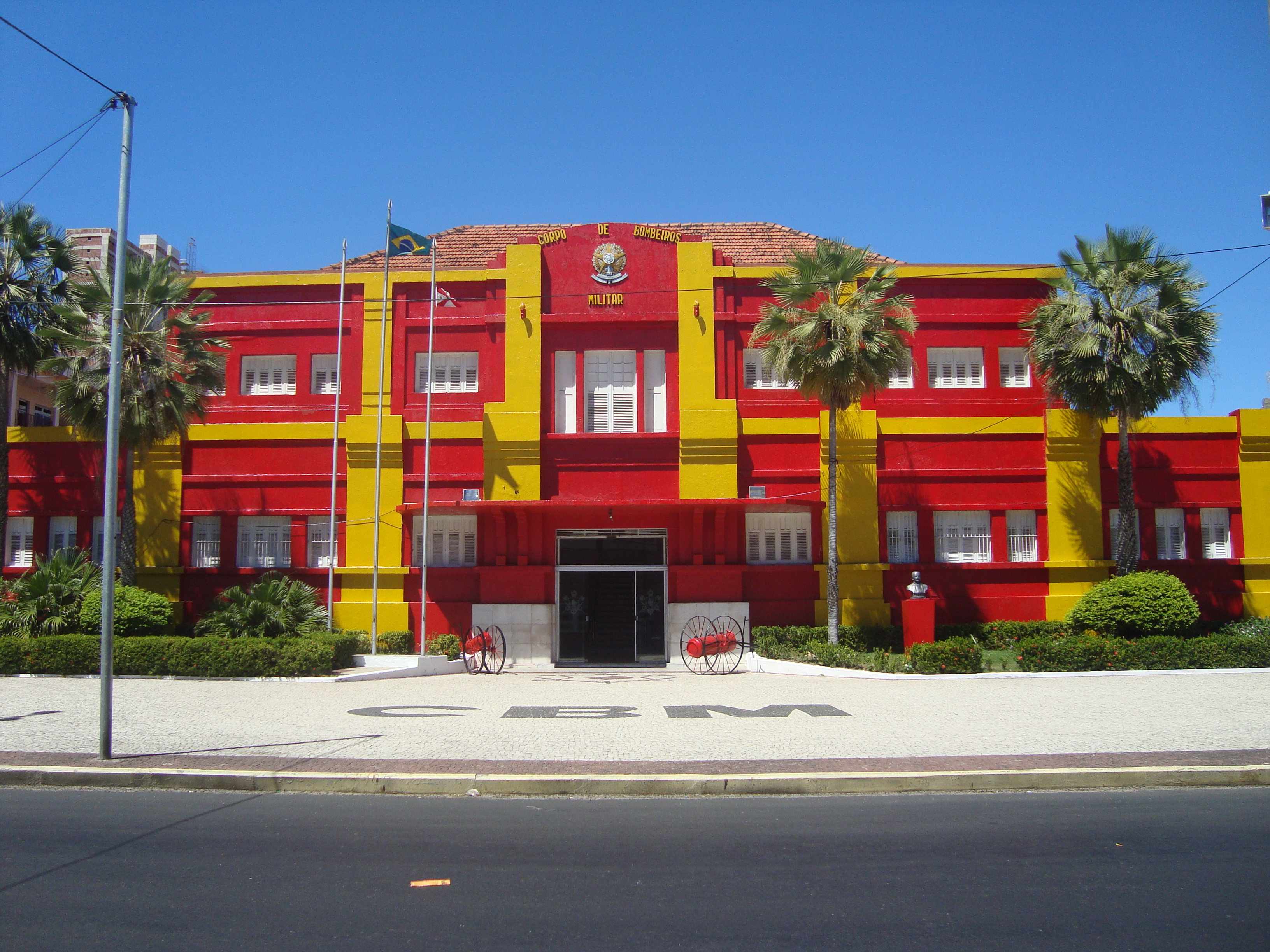
Quartel em Fortaleza.

O Corpo de Bombeiros Militar do Ceará (CBMCE) é uma instituição militar orientada com base nos princípios da legalidade, da probidade administrativa, da hierarquia e da disciplina, constituindo-se Força Auxiliar e Reserva do Exército Brasileiro, subordinada ao Governador do Estado do Ceará, sendo organizado em carreira, tendo por missão fundamental a proteção da pessoa, visando sua incolumidade em situações de risco, infortúnio ou de calamidade, devendo cumprimento às requisições emanadas dos Poderes Estaduais.

## Histórico
O Corpo de Bombeiros do Ceará foi oficialmente criado em 8 de agosto de 1925, sob a denominação de Pelotão de Bombeiros, subordinado ao Regimento Policial do Ceará (atual PMCE).
Passou a denominar-se Corpo de Bombeiros do Ceará em agosto de 1935, subordinado à então Chefatura de Polícia e Segurança Pública, com o efetivo de setenta e seis bombeiros.
Em 1990 adquiriu autonomia da Polícia Militar, passando a dispor de estrutura administrativa e financeira própria.

## Estrutura Operacional
A organização do CBMCE é regida pela Lei do Modelo de Gestão do Poder Executivo do estado do Ceará e seu regulamento respectivo.